# 美国方式 (組織)
美国方式 （英語：[ /'pfɑː/]），是美国的进步派倡議團體。 1981年，美國方式，以501(c)(4)组织，由电视制片人诺曼·利尔注册。諾曼自称“自由主义者” 。該组织旨在對抗基督教保守右派的倡議。

## 历史
诺曼·利尔创立美國方式，對抗美國以基督教右派為主的主流道德倡議。 1980年9月4日，正式成立。 联合创始人包括民主党议员芭芭拉·乔丹和时代公司的安德魯·海斯克爾。 美國方式，最初是潮汐基金會的計畫，由贊助者指定用途的基金。 
美國方式的歷屆主席包括 Arthur Kropp、  托尼·波德斯塔 和Ralph Neas 。 
成立后不久，美國方式成立了附属的501(c)(3)组织，即美國方式基金会，以为自由主义开展更广泛的教育和研究活动。 此外，以政治行动委员会的方式，成立美國方式选舉联盟。 

## 活动
美國方式积极参与司法提名的斗争，反对美国最高法院提名人博克和布雷特·卡瓦诺，支持索尼娅·索托马约尔。 美國方式也积极参与联邦选举，於2014年及2016年选举中反对共和党候选人。

### 右翼观察
美國方式的《右翼觀察》（Right Wing Watch）是网站关注仇恨言论和右翼阴谋论的網站，将該團體标记为右翼的公众人物的言论进行分类，包括政治家、教士等人。 《右翼觀察》成立于2007年，改變早期从帕特·羅伯遜的700俱樂部等电视节目中录制VHS分发给媒体的做法。  2013年，牧師及政治家Gordon Klingenschmitt，以版权主张为由，向YouTube要求针对《右翼观察》的DMCA删除通知。 在該事件中，電子前哨基金會为《右翼觀察》提供了法律支援。 
2014 年，在《右翼觀察》製作針對Jason 和 David Benham的報導後，HGTV退出了与Benham共同制作电视剧的计划。
2018 年， 根據Salon.com和《每日电讯报》，《右翼觀察》研究员Jared Holt促成亚历克斯·琼斯的《資訊戰》內容在多個平台上移除（包括苹果公司、YouTube、 Facebook和Spotify ）。  之後，Jared Holt稱收到了死亡威胁。 
2021年6月，《右翼觀察》的YouTube频道遭YouTube暂时停用。YouTube称停用是個意外。 

## 资金
美國方式的主要贊助者包括索羅斯的开放社会基金會、Miriam G. & Ira D. Wallach Foundation、the Bauman Family Foundation，以及Evelyn and Walter Haas Jr. Fund。 